# Florent Brannens
Pour les articles homonymes, voir Brannens.
Florent Brannens est un violoniste français, élève de Pierre Amoyal (Conservatoire de Lausanne), membre fondateur du Quatuor Renoir et membre de l'Orchestre philharmonique de Radio-France.
Depuis 2019, il a rejoint le Quatuor Parisii en qualité de second violon.

## Carrière
- 1996 à aujourd'hui. Orchestre philharmonique de Radio-France. Violon.
- 1995 à 2015. Quatuor Renoir. Violon.
- 1995. Orchestre de l'Opéra national de Lyon. Co-soliste.
- Quatuor Filatuor
- Orchestre symphonique du Rhin
- Orchestre de chambre de Lausanne

## Prix et distinctions
- Premier prix de virtuosité (Conservatoire de Lausanne)
- Premier prix de musique de chambre (Conservatoire de Lausanne)
- Premier prix de quatuor à cordes au Concours interconservatoire de la Ville de Paris

## Discographie
- 2001 (avec le Quatuor Renoir). « Les Quintes », de Joseph Haydn; le Quatuor n°1, op.44, de Félix Mendelssohn, éditions Classica

- 2001 (avec le Quatuor Renoir). « Quatuor en fa majeur, op.18, n°1 », de L. v. Beethoven; « Ainsi la nuit », de Henri Dutilleux; « Langsamer Satz », M.78, d’Anton Webern, éditions Déclic (avec le soutien de l'AFAA)

- 2006 (avec le Quatuor Renoir). « Schumann », éditions Zig-Zag Territoires

- Quelques "coups de main" sur des productions dans l'air du temps: un album avec Henri Dès (1991, Les belles histoires de Pomme d'Api), une apparition dans un film de Laurent Firode (2000, Le battement d'ailes du papillon), un album avec Laurent Voulzy (2001, Avril), un coup d'archet sur la bande originale du film Ensemble, c'est tout (Claude Berri, 2007)...